# Pergidae
Pergidae es una familia de tamaño moderado del suborden Symphyta que se encuentra en el hemisferio occidental y en la región australásica. La familia tiene casi 450 especies descritas en 60 géneros; es la tercera en tamaño del suborden Symphyta, después de Tenthredinidae y Argidae. Morfológicamente son sínfitos típicos, pero la forma de las antenas varía considerablemente en su número de segmentos y en su estructura serrada (como serrucho), pectinada (como peine) o aún doble pectinada. El dimorfismo sexual puede ser marcado y se nota en la estructura de las antenas, su color y tamaño. La familia incluye algunas especies no aladas, las del género Cladomacra se encuentran en Papúa, Nueva Guinéa y en Indonesia; también hay algunas especies con hembras braquiptéras (con alas reducidas), Clarissa tasbates, en Tasmania. 

## Distribución
La mayoría se encuentran en Sudamérica y en Australia. Son la familia dominante en Australia y una de las familias más predominantes en el Neotrópico. De las 14 subfamilias, tres, Pergulinae, Philomastiginae y Perreyiinae, son comunes en ambas regiones, pero ningún género ocurre en ambas regiones.
En la región australásica, Pergidae está presente en Australia, incluyendo Tasmania y las islas de Nueva Guinea y Nueva Britaña. Los reportes más noreste son de Sulawesi e Indonesia, con dos especies de Cladomacra en Sulawesi. En Nueva Zelanda y Nueva Caledonia hay una especie introducida (Phylacteophaga froggatti) y ninguna especie nativa. En el hemisferio occidental, se las encuentra desde el sudesste de Canadá hasta el extremo sur de Sudamérica (Magallanes, Chile), con su mayor diversidad en los neotrópicos. En las Indias occidentales, solo se conocen unas pocas especies de Acordulecera en Montserrat, St. Kitts, St. Vincent y Dominica. En Canadá y los Estados Unidos se encuentra un solo género Acordulecera.

## Biología

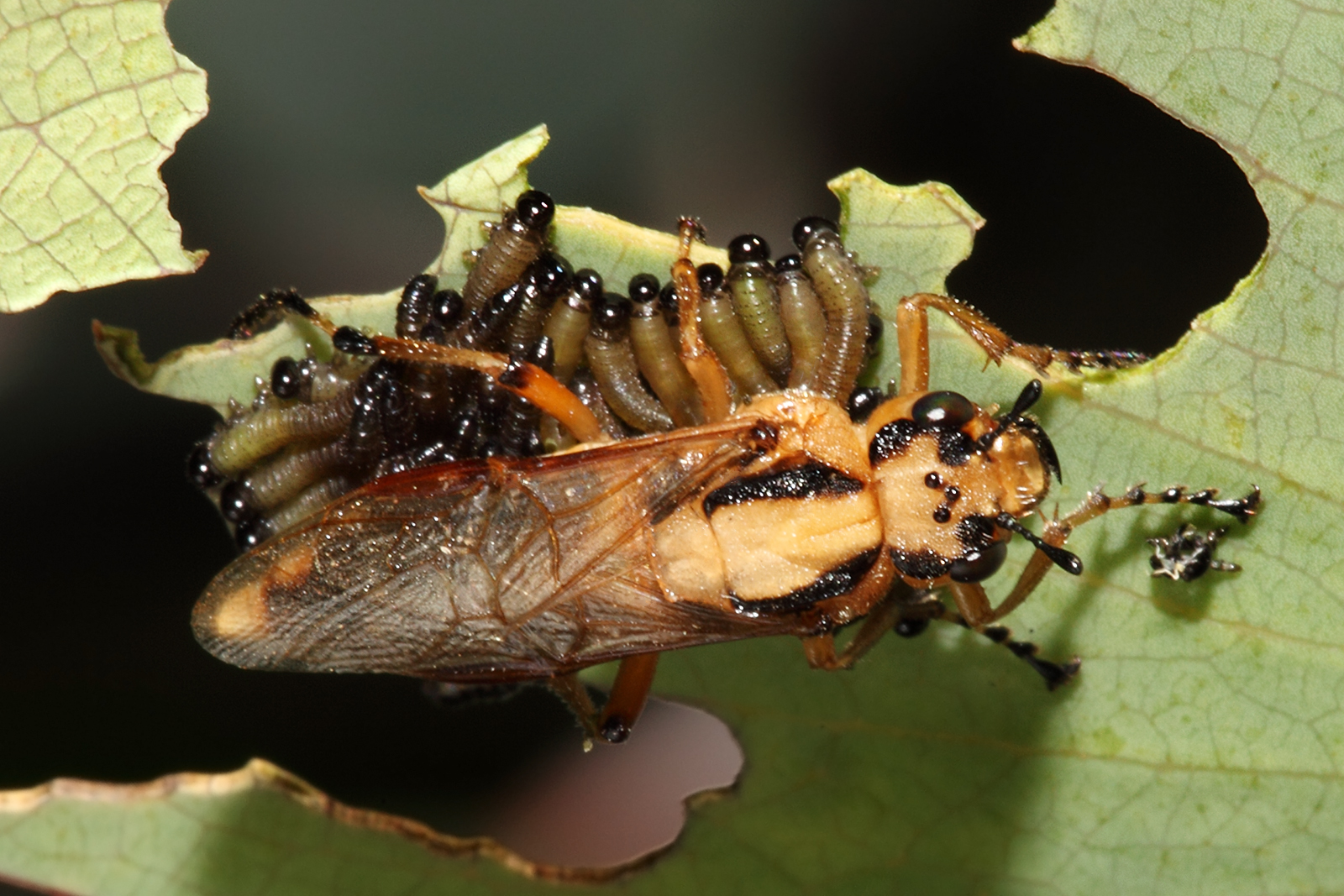
Larvas y hembra protectora de Pseudoperga sp.

No se conoce la biología y las plantas nutricias de muchas especies de la familia. Las plantas nutricias son de gran variedad; las de la región australásica son mejor conocidas que las de los neotrópicos. En general tales plantas son de Eucalyptus (sensu lato); otras son tan diversas como helechos y hongos. La mayoría de las especies se alimentan externamente de hojas, aunque también hay algunas que perforan tallos o hacen minas en las hojas. Algunas especies de Euryinae son saprófagas, viven en el suelo o cerca de él y son crepusculares o nocturnas. Se conocen los hábitos de algunos adultos, por ejemplo, algunas especies de Perginae y Philomastiginae en Australia y de Syzygoniinae en Sudamérica practican cuidado maternal.

## Comportamiento
Las larvas de algunas especies del género Perreyia viajan en grupos en busca de un lugar para pupar. Estos grupos forman una masa ajustada de larvas que avanzan trepándose unas en otras y dando la apariencia de un gran gusano. En el género Perga, los grupos hacen alto frecuentemente y los individuos suben y bajan sus abdómenes para comunicarse con el resto del grupo para retomar el movimiento.

## Importancia económica
Algunos miembros de Pergidae son de importancia económica porque causan defoliación. Las especies de Tequus se alimentan de patatas en Perú y Bolivia. Cerospastus volupis causa defoliación de Nothofagus en Chile y Argentina. Un gran número de Perginae causa defoliación y las de Phylacteophaginae minan las hojas de varias especies de eucaliptos. Los minadores de hojas del género  Phylacteophaga causan serios problemas en Nueva Caledonia y Nueva Zelanda donde han sido introducidos accidentalment. Otras especies como Haplostegus, Enjijus y Sutwanus se alimentan del follaje de guayabas (Psidium spp.) en Centroamérica  y Sudamérica algunas especies de Acordulecera defolian los robles Carya en Norteamérica. Las larvas de algunas especies son tóxicas para el ganado y ocurren en Australia, Brasil y Uruguay.
Dos especies tienen el potencial de ser controles biológicos contra malezas introducidas en los Estados Unidos. Lophyrotoma zonalis de Australia ha sido considerada para uso contra Melaleuca quinquenervia en Florida y Heteroperreyia hubrichi contra Schinus terebinthifolius (pimentero brasileño).

## Subfamilias
Subfamilias de Pergidae:
- Acordulecerinae
- Conocoxinae
- Euryinae
- Loboceratinae
- Parasyzygoniinae
- Perginae
- Pergulinae
- Perreyiinae
- Philomastiginae
- Phylacteophaginae
- Pterygophorinae
- Pteryperginae
- Styracotechyinae
- Syzygoniinae